# Esmeralda García
Esmeralda de Jesus Freitas García Silami, född 16 februari 1959, är en brasiliansk före detta friidrottare som tävlade på internationell elitnivå i kortdistanslöpning, längdhopp och tresteg. 
Hon deltog i OS 1976 (kvartsfinal på 100 meter) och 1984 (kvartsfinal på 100 meter och 19:e plats i längdkvalet). Vid Panamerikanska spelen i Caracas 1983 vann hon guldmedaljen på 100 meter. Den 5 juni 1986 satte hon i Indianapolis inofficiellt världsrekord i tresteg med längden 13,68 meter.

## Personliga rekord
| Gren      | Resultat | Datum           | Plats        | Kommentar                                           |
| --------- | -------- | --------------- | ------------ | --------------------------------------------------- |
| 100 m     | 11,31    | 24 augusti 1983 | Caracas      |                                                     |
| Längdhopp | 6,57     | 31 maj 1985     | Austin       |                                                     |
| Tresteg   | 13,68    | 5 juni 1986     | Indianapolis |                                                     |
| 60 m inne | 7,26     | 13 mars 1981    | Pocatello    | Ännu gällande sydamerikanskt rekord (november 2008) |